# Chantal Dubs
Chantal Dubs (* 1990 in Bern) ist eine Schweizer Schauspielerin.

## Leben
Chantal Dubs wuchs in Bern auf. Sie absolvierte von 2013 bis 2018 ihr Schauspielstudium an der Hochschule für Theater und Musik in Zürich. Seither hatte sie Engagemente am Schauspielhaus Zürich, am Theater am Neumarkt Zürich. und am Theater Basel.
Einem breiten Publikum wurde Chantal Dubs 2019 bekannt durch die Schweizer Fernsehserie Der Bestatter, wo sie in einer durchgehenden Hauptrolle der siebten und letzten Staffel die Tochter von Kommissar «Reto Doerig» (Samuel Streiff), «Vanessa Doerig» verkörperte. Zuvor war sie bereits in kleinen Nebenrollen in einer Schweizer Tatort-Folge und im Film Euphoria zu sehen. In der Tatort-Folge mit dem Titel Ausgezählt des SRF war sie in einer Nebenrolle zu sehen. Ebenso in der deutschen Fernsehserie WaPo Bodensee.
Dubs wohnt zurzeit in Zürich.

## Filmografie
- 2015: Tatort: Kleine Prinzen (Fernsehfilm)
- 2017: Euphoria (Spielfilm)
- 2019: Der Bestatter (Fernsehserie, Staffelhauptrolle)
- 2019: Tatort: Ausgezählt (Fernsehfilm)
- 2020: Bićemo najbolji (Kurzfilm)
- 2021–2022: WaPo Bodensee (Fernsehserie)
- 2022: Bounty for Bernadette (Schneewestern)

## Theater
- 2015: Stella. Theater der Künste Zürich, Rolle: Stella
- 2017: Die Fledermaus. Theater der Künste Zürich, Rolle: Gefängnisdirektor Frank
- 2018: Hundeherz. Schauspielhaus Zürich, Rolle: Fräulein Wasnezowa
- 2018: Hulla di Bulla. Theater Neumarkt Zürich, Rolle: Dorrit Runge
- 2019: Yerma. Theater Basel, Rolle: Wäscherin
- 2021: How to date a feminist. Theater Winkelwiese und Kellertheater Winterthur, Rolle: Kate
- 2022: Die faulste Katze der Welt. Theater Kanton Zürich, Rolle: div. Tiere
- 2023: This is a robbery! Theater Marie, Rolle: Amalia
- 2023: Civitas Cunt. Rote Fabrik, Rolle: durchgehende Rolle

## Auszeichnungen
- 2014, 2015: Studienpreis des Migros-Kulturprozent[7]
- 2015: Stipendium der Armin Ziegler-Stiftung